# Адига, Пол
Пол Адига (англ. Paul Adiga, 21 марта 1952) — угандийский хоккеист (хоккей на траве), полузащитник, нападающий.

## Биография
Пол Адига родился 21 марта 1952 года.
Играл в хоккей на траве за полицию.
В 1972 году вошёл в состав сборной Уганды по хоккею на траве на Олимпийских играх в Мюнхене, занявшей 15-е место. Играл на позиции нападающего, провёл 4 матча, забил 1 мяч в ворота сборной Малайзии.